# Шапиро, Владимир Давидович
Владимир Давидович Шапиро (род. 1937, Киев) — советский и российский социолог культуры, специалист в области социологии семьи, социологии старения и старости, социальной демографии, социологии миграций, социологии детства, этносоциологии. Доктор экономических наук (1983), профессор (1990). Основатель российской геронтосоциологии. Руководитель сектором этносоциологии диаспор ИС РАН (1993—2013). Директор Еврейского научного центра, руководитель Центра этносоциологии «Диаспора» Института социологии Российской Академии наук.

## Биография
Владимир Давидович Шапиро родился в 1937 году в Киеве. В 1962 году окончил Воронежский инженерно-строительный институт. С 1971 года поступил в аспирантуру, а с 1974 года стал научным сотрудником Института социологии АН СССР (РАН). В 1976 защитил кандидатскую диссертацию по теме «Факторы занятости пенсионеров в общественном производстве: опыт социологического исследования». В 1983 году защитил докторскую диссертацию по теме «Демографическое старение и проблемы социальной активности пожилого населения». С 1993 года — главный научный сотрудник Института социологии. С 1993 по 2013 год руководил сектором этносоциологии диаспор Института социологии РАН.
Ныне — директор Еврейского научного центра, руководитель Центра этносоциологии «Диаспора» Института социологии Российской Академии наук.

## Публикации
Автор свыше 170 научных публикаций, в том числе 4 монографий, среди них:
- Шапиро В. Д. Человек на пенсии (социальные проблемы и образ жизни). — М., 1980;
- Шапиро В. Д. Социальная активность пожилых людей в СССР. — М., 1983;
- Рыбаковский Л. Л., Шапиро В. Д. Методика социологического изучения демографического поведения. Выпуск 1. Миграционное поведение.- М.: Институт социологических исследований, 1985;
- Червяков В. В. , Шапиро В. Д., Шереги Ф. Э. Межнациональные конфликты и проблемы беженцев. — М.: Институт социологии РАН, 1991;
- Результаты социологического опроса делегатов III съезда ВААД. — М., 1993;
- Гительман Ц., Червяков В. В., Шапиро В. Д. Национальное самосознание российских евреев // Диаспоры. 2000. № 3;
- Гительман Ц., Червяков В. В., Шапиро В. Д. Национальное самосознание российских евреев (статья вторая) // Диаспоры. 2001. № 1;
- Гительман Ц., Червяков В. В., Шапиро В. Д. Национальное самосознание российских евреев (статья третья) // Диаспоры. 2001. № 2-3;
- Шапиро В. Д., Герасимова М. Г., Сьянова Н. Б. Евреи Санкт-Петербурга: этническая самоидентификация и участие в общинной жизни (завершение темы) // Диаспоры. 2006. № 4;
- Шапиро В. Д., Герасимова М. Г., Сьянова Н. Б. Евреи Санкт-Петербурга: этническая самоидентификация и участие в общинной жизни (социологическое исследование) // Диаспоры. 2006. № 3;
- Шапиро В. Д., Герасимова М. Г., Сьянова Н. Б. Азербайджанские, армянские, грузинские подростки в Москве: этническая самоидентификация и включённость в межнациональные отношения // Диаспоры. 2007. № 3;
- ИНАБ № 3 — 2007. Подростки и юношество в многонациональной Москве: формирование этнического самосознания и межэтнических отношений. — М.: Институт социологии РАН, 2007. — 80 с.;
- Шапиро В. Д., Герасимова М. Г. Отношение к религии и конфессиональная толерантность подростков // Россия реформирующаяся. Ежегодник / Отв. Ред. М. К. Горшков. — Вып.7. — М.: Институт социологии РАН, 2008. С. 316—332.